# 사쿠우미노쿠치역
사쿠우미노쿠치역(일본어: 佐久海ノ口駅)은 일본 나가노현 미나미사쿠군 미나미마키촌에 위치한 동일본 여객철도 고우미 선의 철도역이다. 상대식 승강장 2면 2선의 구조를 갖춘 지상역이다.

## 타는 곳
| (역사 측) | ■ 고우미 선 | (상행) | 기요사토 · 고부치자와 방면 |
| (반대 측) | ■ 고우미 선 | (하행) | 고우미 · 고모로 방면       |

## 이용 현황
- 2010년도 : 79명
- 2011년도 : 79명

## 역 주변
- 국도 제141호선
- 미나미마키 촌청
- 지쿠마강

## 같이 보기
- 우미노쿠치역

| 동일본 여객철도 고우미 선  | 동일본 여객철도 고우미 선 | 동일본 여객철도 고우미 선 |
| -------------------------- | ------------------------- | ------------------------- |
| 사쿠히로세 고부치자와 방면 | 고우미 선                 | 우미지리 고모로 방면      |